# Csemiczky Miklós
Csemiczky Miklós Gyula (Budapest, 1954. március 16. –) magyar zeneszerző, érdemes művész.

## Életpályája
A Bartók Béla Zeneművészeti Szakközépiskolában Kocsár Miklós növendékeként '1973-1977), majd a Liszt Ferenc Zeneművészeti Főiskolán Sugár Rezsőnél és Petrovics Emilnél tanult zeneszerzést (1977–1982).
Az oklevél megszerzése után tagja lett a Magyar Zeneművészek Szövetségén belül működő Fiatal zeneszerzők Csoportjának (FÖ-ZÖ-CSÖ, vagy FŐ-ZŐ-CSŐ), melynek koncertjein rendszeresen szerepeltek darabjai. A 80-as évek elején szoros barátságot kötött Selmeczi György, Vajda János és Orbán György zeneszerzőkkel. Közös fellépéseik és esztétikai megnyilvánulásaik alapján a szaksajtó (először a MUZSIKA, Varga Bálint András interjúja nyomán) "A NÉGYEK" elnevezéssel emlegeti őket.
1982-ben a Zeneműkiadó Vállalatnál dolgozott szerkesztőként. 1982-2017 között tanárként is működött. A Liszt Ferenc Zeneművészeti Főiskola Budapesti Tanárképző Intézetében szolfézst, zeneelméletet oktatott a fúvóskarnagy szakon (1982-1984); a Liszt Ferenc Zeneművészeti Főiskola zeneszerzés szakán hangszerelést (1991–92); az LFZF Budapesti Tanárképző Intézetében zeneelmélet, partitúraolvasás, hangszerismeretet, karvezetés szakon (1998-1999); a Miskolci Egyetem Bartók Béla Zeneművészeti Intézetében -- főiskolai tanárként -- zeneszerzést, zeneelméletet, ellenpontot, szolfézst, partitúraolvasást (1999-2012); a budapesti Bartók Béla Zeneművészeti Szakközépiskolában  zeneszerzést, zeneelméletet, ellenpontot, szolfézst, partitúraolvasást (1983-2017) tanított.
A Debreceni Bartók Béla Nemzetközi Kórusverseny Művészeti Tanácsának tagja. Zsűritag volt nemzetközi kórusversenyeken és zeneszerzőversenyeken (Gorizia, Arezzo, Debrecen, Budapest, Tolosa).

## Díjai
- Számos nemzetközi és hazai versenyen lett díjnyertes szerzeményeivel, többek között a Budapesti Tavaszi Fesztivál nemzetközi zeneszerzőversenyén 1982-ben Vonósnégyesével és 1983-ban II. Fúvósötösével.
- 1986 Erkel-díj
- 1996 Bartók–Pásztory-díj
- 2020 Érdemes művész

## Főbb művei
- A brémai muzsikusok – meseopera (a Grimm testvérek meséje alapján Varró Dániel írta a szövegkönyvet)
- Antiphonae No. 2
- Commedia senza parole
- Előhívó ének
- Két motetta
- Kyrie
- Magam
- Meditatio mortis
- Partita
- Una sonata grande per cimbalom ungherese (szólóhangszerre) (1992)
- Tammúz-sirató ének (1992)
- Supra firmam petram (Szilárd kősziklára): A zenemű szövegkönyvét Érszegi Géza levéltáros ötletéből, – a monostoralapító I. András király és a magyarságukat megőrző őseink előtt tisztelegve – a tihanyi alapító levél valamint magyar, latin, görög nyelvű liturgikus szövegek felhasználásával Korzenszky Richárd és a zeneszerző állították össze. A szimfonikus zenekarra, kórusra és szólóhangra írt zeneművet a 950 éves tihanyi bencés apátságban 2005. szeptember 10-én mutatták be. A Szent István Király Szimfonikus Zenekart és az Oratórium Kórust Záborszky Kálmán vezényelte. Szólót énekelt Kovács István.
- Carmina universitatis: A szimfonikus zenekarra, kórusra és szólóhangokra írt darab a selmeci-soproni-miskolci diákhagyományok dalaiból építkezik, és a Miskolci Egyetem miskolci működésének 60., a jogelőd Selmeci Akadémia alapításának 275. évfordulója alkalmából 2009. szeptember 8-án mutatták be a Miskolci Egyetem aulájában. A bemutatón a Miskolci Egyetem Szimfonikus Zenekara és a Miskolci Bartók Kórus működött közre, Fekete Attila tenor és Szüle Tamás basszus énekelték a szóló szólamokat, Török Géza vezényelt.

## Diszkográfia
- Meditatio mortis – antológia lemez  Hungaroton SLPX 12371 – közreműködő LP
- 1983 Fiatal magyar zeneszerzők elektronikus kompozíciói  Hungaroton SLPX 12371 – közreműködő LP
- 1987 Csemiczky: Commedia senza parole; Előhívó ének; Kyrie; Antiphonae No. 2 senza  Hungaroton SLPX 12854 – saját LP
- 1993 Magyar Rézfúvós Ötös: Vivaldi, J. S. Bach, Malcolm Arnold, Csemiczky Miklós, Vukán György művei  Hungaroton HCD 31449 – közreműködő
- 1995 Magyar kompozíciók zongorára: Négy bagatell zongorára Hungaroton HCD 31608 -közreműködő
- 1997 Kortárs magyar szerzők művei cimbalomra: Fantasia concertante 2 cimbalomra és fúvósokra  Hungaroton Classic HCD 31669 Közreműködő
- 1998 Kórusművek Debrecennek (Vocal Works to Debrecen): Ave Maria (in D)  Magánkiadás BR 0109 – közreműködő
- Two Motets – antológia lemez (Írország)  Corkfest Records  Cat No. 97 – közreműködő
- Tintás ujjak – játék és mese  (10 dal Adamis Anna verseire)  Hungaroton Gong  HCD 37687
- Sonata piccola No. 1. – antológia lemez   Hungaroton Classic   HCD 31449 – közreműködő
- 2001 Kortárs magyar kórusművek: Two Motets  Hungaroton Classic  HCD 31956 – közreműködő
- 2001 Párhuzamos monológok – kortárs magyar zene cimbalomra: Una sonata grande per cimbalom ungherese  Hungaroton Classic  HCD 31997 – közreműködő
- Három énekes miniatűr (részlet) – antológia lemez Cantata Sacra – közreműködő
- Deutsche Lieder – antológia lemez  (Debrecen)  BR 0211 – közreműködő
- Csemiczky: Missa in C, Motets – Hungaroton Classic  HCD 32177 szerzői lemez
- 2018 Csemiczky Miklós művei – szegedi művészek előadásában PACD 18010
- Hangfelvételek a Magyar Rádió archívumában.